# Tubularia harrimani
Tubularia harrimani är en nässeldjursart som beskrevs av Nutting 1901. Tubularia harrimani ingår i släktet Tubularia och familjen Tubulariidae. Inga underarter finns listade i Catalogue of Life.